# Svensk Punk 25 år
Svensk punk 25 år är en dokumentär inspelad 4 oktober 2003 på Vågen i Göteborg med Attentat, Asta Kask, Stry Terrarie, Freddie Wadling, Grisen Skriker, Slobobans Undergång, Brända Barn, Kai Martin och Perverts. Kameran är ute bland publiken såväl som den följer band på soundcheck, live, backstage under en kväll då Vågen var utsåld till sista plats.   Därtill intervjuer med band och publik. Presentatör: Per Dahlberg.